# انتخابات الرئاسة الفنزويلية 2012
انتخابات الرئاسة الفنزويلية 2012 هي الانتخابات الرئاسية التي جرت في 2012، فاز بالانتخابات هوغو تشافيز.